# Мыс Чуркин (станция)
«Мыс Чу́ркин» — железнодорожная станция Владивостокского отделения Дальневосточной железной дороги, конечная ветки от станции Первая Речка, в городской черте Владивостока. Оборудована одной пассажирской платформой, которая находится с южной стороны станции.

## История
Строительство железнодорожных путей вокруг бухты Золотой Рог было начато во время Первой мировой войны, в 1915 году и завершено к 1917 году. В 1929 году была открыта пассажирская станция «Мыс Чуркин». В 1931—1934 годах для лучшей связности железных дорог (прежде всего для военных целей) была построена дополнительная соединительная ветка от станции «Первая речка» и пробит Тоннель имени Сталина. Во время Великой Отечественной войны, в 1942—1943 годах станция была важным пунктом перегрузки приходивших морем по ленд-лизу из США грузов и их перегрузки в железнодорожные вагоны — для убыстрения этой процедуры на станции был установлен особо мощный кран. К 1960 году станция стала второй по объёму грузоперевозок станцией Владивостока. Она использовалась для погрузки на суда угля и приёма рыбы. В 1968 году ветка от станции «Вторая Речка» до станции «Мыс Чуркин» была электрифицирована, 29 декабря того же года открылось движение пассажирских электропоездов. По состоянию на 2024 год станция была важным пассажирским транспортным узлом — конечной станцией внутригородских электропоездов до станции «Владивосток», позволявшей быстро добираться жителям этого отдалённого района города до центра без автомобиля.

## Расположение
Станция находится в южной части города Владивостока, в районе Чуркин, вблизи мыса Чуркина и южной оконечности Золотого моста. Выход со станции осуществляется на идущую параллельно железнодорожным путям улицу Калинина.